# Talebovo rozdělení
Talebovo rozdělení označuje situaci, ve které je vysoká pravděpodobnost malého zisku a malá pravděpodobnost velmi vysoké ztráty. V této situaci je očekávaná hodnota záporná, což však nemusí být vzhledem k zdánlivě nízkému riziku a stálým výnosům vždy patrné. Talebovo rozdělení je pojmenováno po N. N. Talebovi, který ve své knize Fooled by Randomness kriticky rozebral investiční strategii účastníků finančních trhů.
Ekonom John Kay použil termín Talebovo rozdělení v článku srovnávajícím riskující řidiče s manažery hedgeových fondů: Podobně jako řidič automobilu může riskantní jízdou opakovaně dosáhnout malých zisků v podobě kratší doby jízdy, i investiční manažer může díky spekulacím opakovaně zvyšovat svůj výnos. Avšak podobně jako hazardující řidič riskuje svůj život, tak i investiční manažer riskuje ztrátu větší než součet předchozích zisků.